# Toshio Suzuki (producteur)
Pour les articles homonymes, voir Toshio Suzuki et Suzuki (homonymie).
Toshio Suzuki (鈴木 敏夫, Suzuki Toshio) est le producteur en chef et ancien président du Studio Ghibli. Il est né le 19 août 1948 à Nagoya dans la préfecture d'Aichi, au Japon. Il est l'un des producteurs japonais ayant eu le plus de succès au box-office japonais grâce à plusieurs films du Studio Ghibli.
Il est l'un des fondateurs du Studio Ghibli aux côtés d'Hayao Miyazaki et d'Isao Takahata en 1985. En 1991 il devient président du studio et sort son 1er film d'animation en tant que producteur la même année : Souvenirs goutte à goutte réalisé par Isao Takahata.

## Biographie

### Jeunesse
Suzuki naît à Nagoya, dans la préfecture d'Aichi, en 1948. En 1967, il s'inscrit à l'Université Keiō et obtient un diplôme en littérature en 1972.

### Carrière
Sa carrière professionnelle commence chez Tokuma Shoten, qu'il rejoint peu après l'obtention de son diplôme. Il est affecté au département de planification du magazine Asahi geinō, où il est responsable de la page de couverture des mangas. C'est là qu'il fait une rencontre très attendue avec le dessinateur Shigeru Sugiura. En 1973, il devient le rédacteur en chef du supplément Comic & Comic (コミック&コミック, komiku & komiku) du magazine, pour lequel il travaille avec des réalisateurs et se lie d'amitié avec eux, tels que Sadao Nakajima, Eiichi Kudō et Teruo Ishii, ainsi que des animateurs et des artistes de manga, comme Osamu Tezuka, George Akiyama, Kazuo Kamimura, Hōsei Hasegawa et Shōtarō Ishinomori. Pendant une interruption du supplément BD, il est réaffecté à la section de reportage sur les arts du spectacle de l’Asahi Geino, pour laquelle il couvre des sujets aussi variés que le Bōsōzoku, les gangs de motards japonais et le bombardement du siège de Mitsubishi Heavy Industries par le Front armé anti-japonais d'Asie de l'Est. De cette période, il retient Sayuri Ichijō comme une personne mémorable. En 1975, Suzuki est affecté au département éditorial du mensuel Television Land. L'une des séries sur lesquelles il travaille est Wakusei Robo Danguard Ace. En 1978, il devient rédacteur pour le nouveau mensuel Animage, sous la direction de son premier rédacteur en chef, Hideo Ogata.
En sa qualité de rédacteur en chef d’Animage, il approche Isao Takahata et Hayao Miyazaki, qui ont travaillé sur le long métrage d'animation Horus, prince du Soleil, pour un article de fond dans le numéro inaugural du magazine, mais ils refusent. Suzuki et Miyazaki se rencontrent à nouveau après la sortie du Château de Cagliostro lorsque Suzuki approche à nouveau Miyazaki pour un article dans Animage. Cette fois, les rencontres débouchent sur une relation de collaboration durable. En juillet 1981, Suzuki présente sans succès l'idée originale de Miyazaki pour une histoire animée, Warring States Demon Castle (戦国魔城, Sengoku ma-jō). L'article sur Miyazaki, Hayao Miyazaki, World of Romance and Adventure (宮崎駿 冒険とロマンの世界, Miyazaki Hayao bōken to roman no sekai), paraît dans le numéro d'août 1981 du magazine Animage. À propos de ce numéro, Suzuki déclare : « c'est ici que tout a commencé ». Suzuki fait partie de ceux qui ont facilité la création et la publication du manga de Miyazaki, Nausicaä de la Vallée du Vent. Il joue un rôle déterminant dans la réalisation de l'anime Nausicaä et contribue à la création du Studio Ghibli après la sortie du film. Le film sort le 11 mars 1984, puis le Studio Ghibli est fondé en juin 1985. Miyazaki affirme que « sans M. Suzuki, il n'y aurait pas eu de Studio Ghibli ». Takahata, cofondateur de Ghibli et producteur du film Nausicaä, reconnaît le rôle central de Suzuki dans la mise au monde de la série de mangas Nausicaä et tient des propos presque identiques à ceux de Miyazaki au sujet de son rôle dans la création du studio. Takahata remercie également Suzuki pour son soutien indéfectible à Miyazaki et cite la responsabilité de Suzuki dans la durabilité de son amitié avec Miyazaki.
En 1985, Suzuki participe à la sortie en salles de Fulgutor (le robot des lumières) de Kunihiko Yuyama, qui sort le 24 avril. En 1986, Suzuki fait partie du comité de production du film Le Château dans le ciel du Studio Ghibli pour Tokuma Shoten, sorti en août, et il succède à Ogata comme rédacteur en chef d’Animage en octobre. En 1988, il fait à nouveau partie du comité de production de Tokuma Shoten. Cette fois, pour les films de Ghibli, Mon voisin Totoro, réalisé par Miyazaki, et Le Tombeau des lucioles, réalisé par Takahata. Suzuki a réussi à obtenir la réalisation et la sortie des films en les proposant comme un double film pour une sortie en salle. Il est producteur associé sur Kiki la petite sorcière et rejoint officiellement le studio en tant que producteur en 1989, après avoir démissionné de Tokuma Shoten en octobre.
En 1990, Suzuki est nommé directeur de la société Studio Ghibli. Il est producteur sur Souvenirs goutte à goutte en 1991 et Porco Rosso en 1992. Suzuki est chargé du projet Je peux entendre l'océan, réalisé par Tomomi Mochizuki, créé par le Studio Ghibli pour la télévision, puis diffusé au Japon en 1993. L'année suivante, il travaille en tant que producteur sur le film Pompoko, réalisé par Takahata. En 1995, il produit Si tu tends l'oreille du réalisateur Yoshifumi Kondō et le court-métrage On Your Mark, sortis ensemble en salles en 1995. Ce dernier est un clip vidéo d'animation réalisé par Hayao Miyazaki pour le duo pop japonais Chage et Aska. En 1995, Suzuki devient également le producteur du film suivant de Ghibli, qui sort en 1997 sous le titre qu'il a choisi, Princesse Mononoké. En 1997, Studio Ghibli et Tokuma Shoten fusionnent et Suzuki en devient le premier président. En 1999, sort Mes voisins les Yamada de Takahata, dont Suzuki est le producteur.
En 2000 sort le film en prise de vue réelle Shiki-jitsu, réalisé par Hideaki Anno et que Suzuki produit. La première du long métrage d'animation Le Voyage de Chihiro a lieu le 20 juillet 2001. En octobre de la même année, le musée Ghibli est inauguré. En 2002, le film Le chat revient de Hiroyuki Morita et l'épisode 2 des Ghiblies, réalisé par Yoshiyuki Momose, sortent en salles. En 2003, Le Voyage de Chihiro remporte l'Oscar du meilleur film d'animation. Suzuki endosse le rôle de producteur pour Innocence, réalisé par Mamoru Oshii, qui sort dans les salles japonaises en mars 2004. Le Château ambulant sort en salles en novembre de la même année.
En mars 2004, le Studio Ghibli devient indépendant de Tokuma Shoten et Suzuki est nommé président de la société Ghibli. Il quitte ce poste en 2008. En 2014, il est toujours directeur général de la société et continue à travailler comme producteur de films,,.
En mars 2014, Suzuki prend sa retraite en tant que producteur et a assumé un nouveau poste de directeur général au Studio Ghibli. Cependant, il continue d'aider à d'autres projets, notamment en tant que coproducteur pour La Tortue rouge (2016), et producteur principal pour Aya et la Sorcière (2020). Il a également produit Kimi-tachi wa dō ikiru ka (Le Garçon et le Héron), dernier long-métrage de Miyazaki.

## Filmographie
Sauf indication contraire, les informations mentionnées dans cette section peuvent être confirmées par la base de données cinématographiques IMDb,  présente dans la section « Liens externes ».

### Producteur
- 1989 : Kiki la petite sorcière de Hayao Miyazaki (producteur associé)
- 1991 : Souvenirs goutte à goutte de Isao Takahata
- 1992 : Porco Rosso de Hayao Miyazaki
- 1997 : Princesse Mononoké de Hayao Miyazaki
- 1999 : Mes voisins les Yamada de Isao Takahata
- 2000 : Shiki-Jitsu de Hideaki Anno
- 2001 : Le Voyage de Chihiro de Hayao Miyazaki
- 2001 : Metropolis de Rintarō
- 2002 : Le Royaume des chats de Hiroyuki Morita
- 2004 : Le Château ambulant de Hayao Miyazaki
- 2004 : Innocence : Ghost in the Shell 2 de Mamoru Oshii
- 2006 : Les Contes de Terremer de Gorō Miyazaki
- 2008 : Ponyo sur la falaise de Hayao Miyazaki
- 2010 : Arrietty, le petit monde des chapardeurs de Hiromasa Yonebayashi
- 2011 : La Colline aux coquelicots de Gorō Miyazaki
- 2013 : Le vent se lève de Hayao Miyazaki
- 2020 : Aya et la sorcière de Gorō Miyazaki
- 2023 : Le Garçon et le Héron de Hayao Miyazaki

## Distinctions
En 2014, Suzuki est nommé à l'Oscar du meilleur film d'animation en tant que producteur du film Le vent se lève, aux côtés de Hayao Miyazaki qui en est le réalisateur.
En 2014, lors de la 64e édition des prix annuels d'encouragement à l'art MEXT, Toshio Suzuki reçoit le grand prix pour son rôle de producteur dans Le vent se lève et Le conte de la princesse Kaguya.
En 2017, Suzuki est de nouveau nommé à l'Oscar du meilleur film d'animation en tant que producteur de La Tortue rouge.
En 2022, Suzuki reçoit le prix Winsor McCay, décerné lors de la cérémonie annuelle des Annie Awards.